# Ardala
Ardala – miejscowość (tätort) w Szwecji, w regionie administracyjnym (län) Västra Götaland, w gminie Skara.
Według danych Szwedzkiego Urzędu Statystycznego liczba ludności wyniosła: 745 (31 grudnia 2015), 715 (31 grudnia 2018) i 699 (31 grudnia 2019).